# Aphrodite (Album)
Aphrodite ist das elfte Studioalbum der australischen Sängerin Kylie Minogue. Es wurde im Juli 2010 weltweit veröffentlicht. Der Titel des Albums steht für Aphrodite, die griechische Göttin der Liebe, Schönheit und Begierde.

## Hintergrund
Minogues Plattenlabel Parlophone beschreibt das Album als die „Kylie Minogue, die zu ihren Wurzeln auf der Tanzfläche zurückkehrt.“ Das Label setzte die Veröffentlichung der Platte für den 20. April an und veröffentlichte zeitgleich ein Snippet der Leadsingle All the Lovers. Ausführender Produzent des Albums ist Stuart Price von Zoot Woman, der unter anderem schon für Madonna, The Killers, Keane und Missy Elliott gearbeitet hat. Songwriter der Lieder sind unter anderem Calvin Harris, Jake Shears, Nerina Pallot, Tim Rice-Oxley von Keane und Kish Mauve, das englische Elektropopduo, das bereits das Lied 2 Hearts von Minogues Vorgängeralbum X geschrieben hatte.
Price wurde nach einer Songwriting-Session mit Minogue in die Arbeiten für das Album mit einbezogen, um die Qualität des Albums zu sichern, indem er die stärksten Lieder aussuchte, sie mixte und sie eine gut klingende Reihenfolge brachte. Das Album enthält keine Balladen, jedoch wurden einige aufgenommen, die später anderswo, eventuell als B-Seite, auftauchen sollen.
Kylie Minogue sprach in einem Interview über die Inspiration zu ihrem neuen Album: „Das frage ich mich manchmal selbst. Ich denke, die Inspiration, wieder zurückzukommen und mich erneut in diese Achterbahnfahrt zu stürzen, kam nach den Shows in Nordamerika. Sie kamen echt von Herzen und ich fühlte mich unglaublich. Das erinnerte mich daran, wie toll das sein kann … Das Album handelt eher von einem sehr glücklichen Moment in meinem Leben.“ Auf die Frage, ob Aphrodite ein gutes, letztes Album wäre, antwortete sie: „Ja, das denke ich. Es ist ein fröhliches Album … Als Stuart und ich die Titelliste zusammenstellten fiel uns auf, dass das Album einige Knaller enthielt, und dass wir Lieder wie Closer brauchten, um den Sound wieder ein wenig zu beruhigen.“

## Rezeption
Die Rezension des Albums war recht positiv. Tanja Kraus von CDStarts lobte das Album für seine Hittauglichkeit. „Man muss zugeben, das [sic] Kylie nicht nur ein gutes Sommeralbum herausgebracht, welches für gute Laune und Bewegung auf der Tanzfläche sorgt, sondern sie bleibt schon auf einem Niveau, dass ihren Status als erfolgreiche Popsängerin weiter stabilisiert, denn sie hat einige Hitkandidaten aufzuweisen […] Die erste Single All The Lovers bietet nicht nur ein viel Haut zeigendes Musikvideo, der Song glänzt durch einen Ohrwurm-Refrain und könnte wieder ein veritabler Hit für die gebürtige Australierin werden. Nach diesen gefühlvollen eher chilligen Beats kommt mit Get Outta My Way eine weitere Pop-Perle zum Vorschein: Dancefloor-Beats treffen einen wieder sehr eingängigen Refrain, der erneut Sommerhitcharakter besitzt. Nach dem eher an schwache Eurodance-Zeiten erinnernden Put Your Hands Up, das monoton und wenig aufregend daherkommt, präsentiert Kylie mit Closer Electro-Pop der fortgeschrittenen Generation, welcher sich vom manchmal zu glatt polierten Rest, mittels innovativer Klänge positiv abhebt.“
Adrian Meyer, Redakteur bei Laut, kritisierte das Album für die „Harmlosigkeit“ der Lieder und für die Tatsache, dass das Album aufgrund von fehlender Balladen, langweilig wirke: „Midtempo und stetes 4/4 ist eindeutig Programm, auf der Platte findet sich keine einzige Ballade. „You’re getting boring / You’re all so boring / And I don’t recognize the zombie you turned into“, trällert Kylie in Get Outta My Way selbstbewusst. Den gleichen Slogan möchte man ihr jeweils nach der Hälfte der meisten Songs auf einem großen Poster entgegenhalten… Vorabsingle All The Lovers macht schnell klar: Kylie appelliert an die Lust […] Entgegen den alle Jahre wieder auftauchenden Kylie-Hits fehlt dem Song das gewisse mitreißende Etwas. Zu oberflächlich säuseln die Gummibären-Synths im Wind, Kylies hauchende Zurückhaltung hilft da nicht weiter… Einzig Cupid Boy lässt aufhorchen. Der Song stampft überraschend düster und erinnert im minimalistischen Intro und Outro gar an She Wants Revenge. Zum ersten Mal auf der Platte nimmt man in Kylies Stimme so etwas wie ein bisschen Seele wahr, der Refrain gerät gar richtiggehend euphorisch.“

## Titelliste

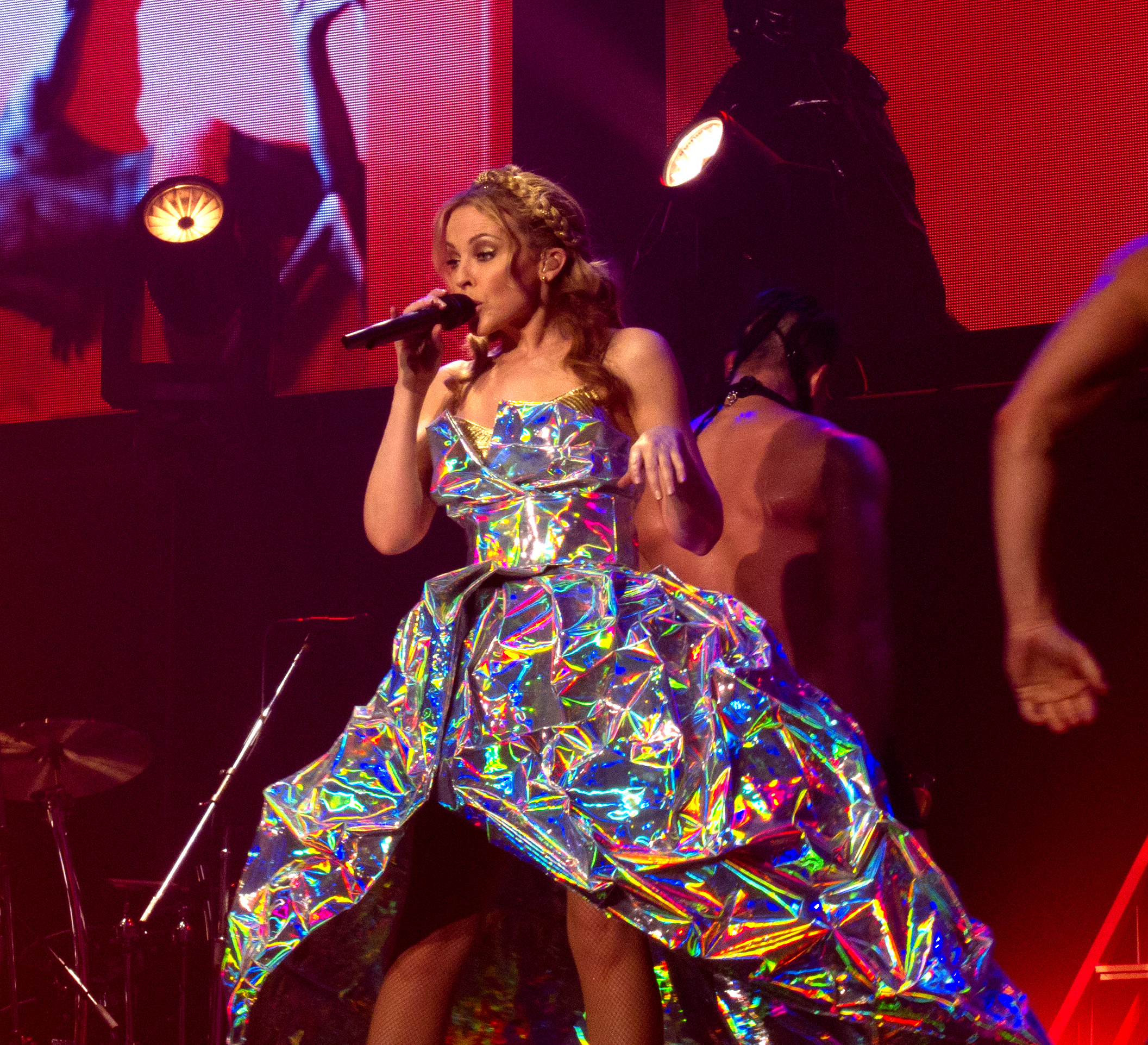
Kylie Minogue auf der „Aphrodite – Les Folies“-Tour. (2011)

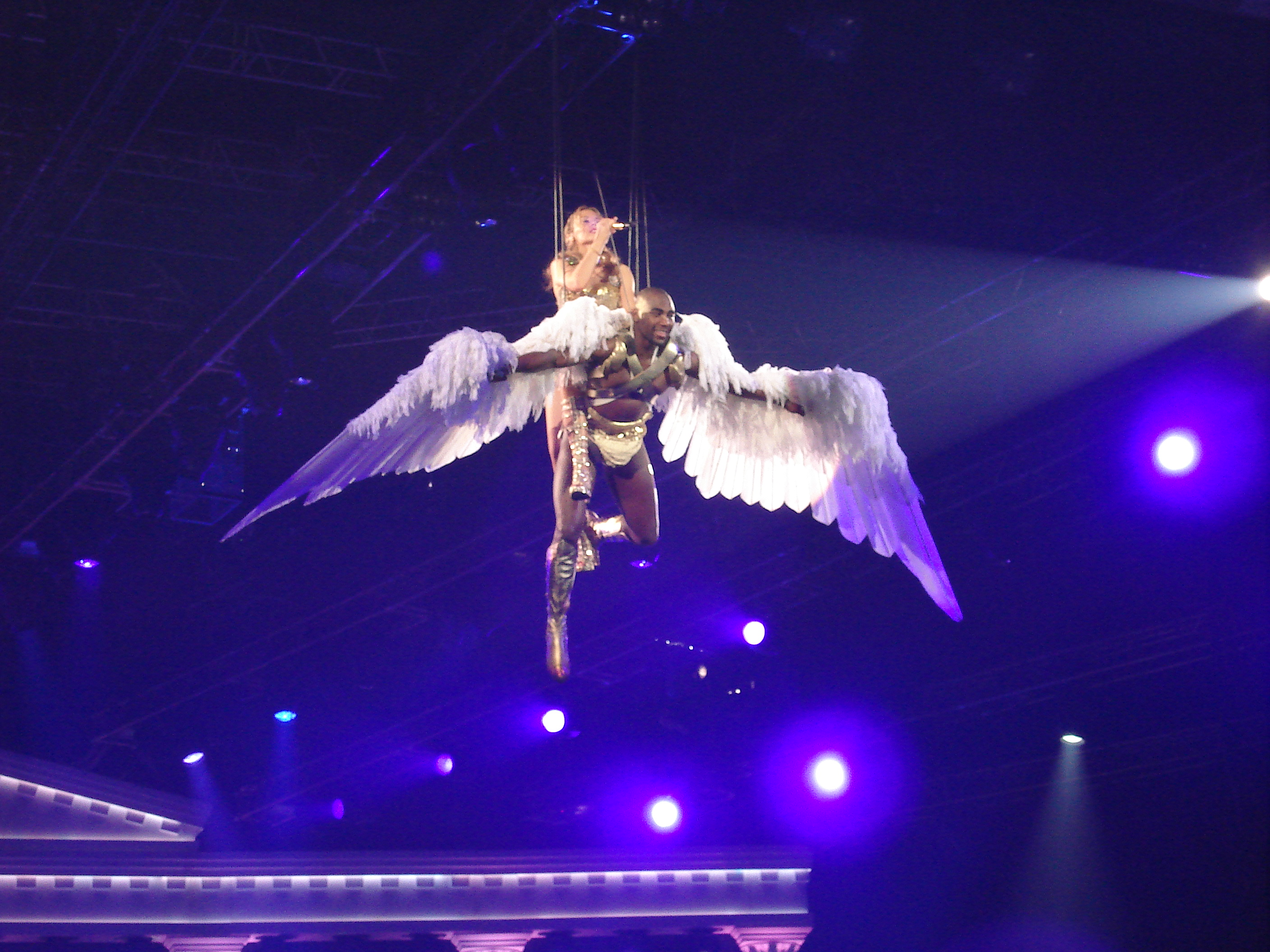
Kylie Minogue singt Closer auf ihrer Tour, während sie auf einem Engel über die Bühne fliegt.

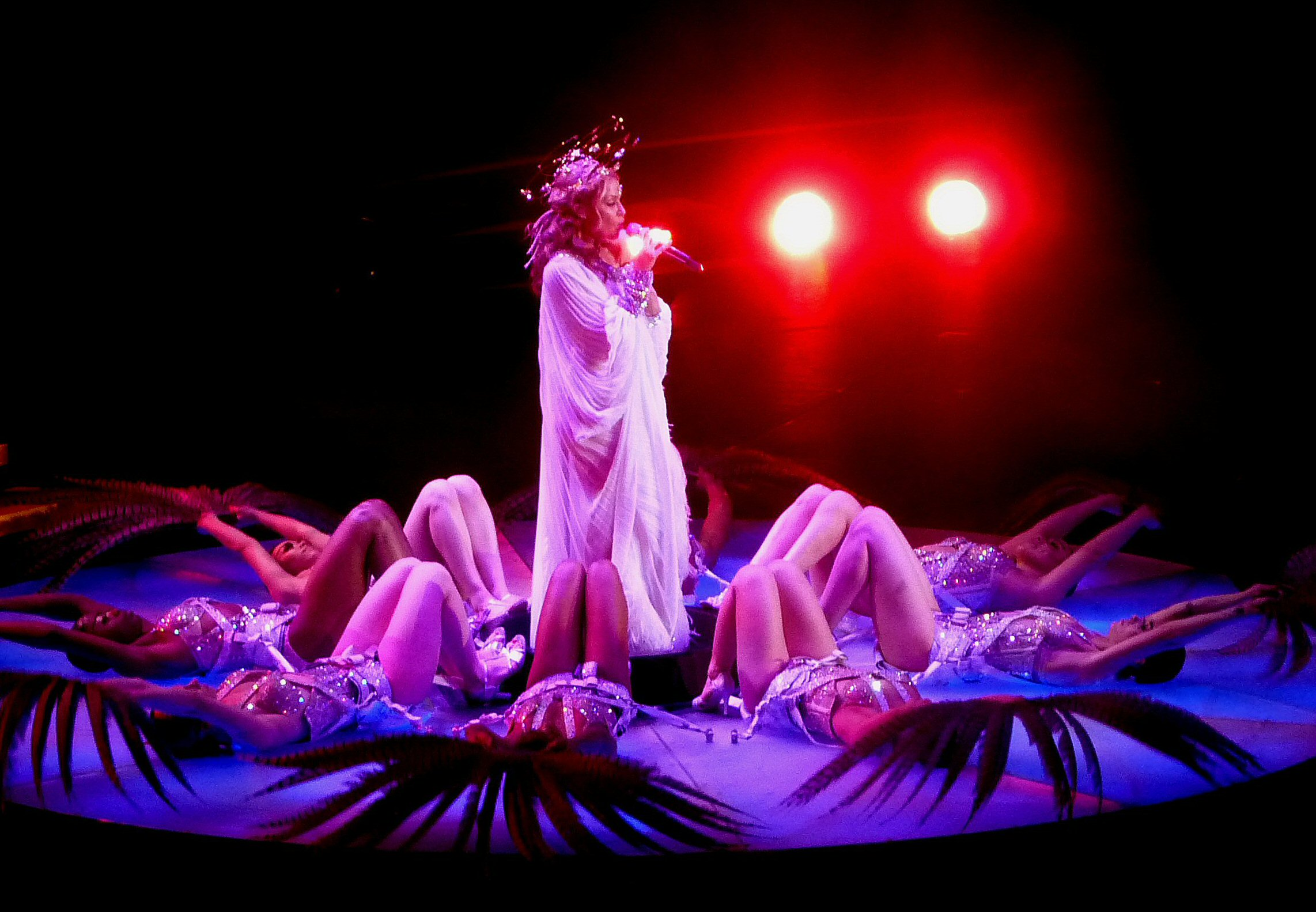
Das Bühnenbild ist sehr an die griechische Antike angelehnt. Kylie stellt die Liebesgöttin Aphrodite dar.

### Standard/Deluxe Edition
| #   | Titel                                                                                                | Länge |
| --- | --- | ----- |
| 1.  | All the Lovers Jim Eliot, Mima Stilwell                                                              | 3:22  |
| 2.  | Get Outta My Way Mich Hansen, Lucas Secon, Damon Sharpe, Peter Wallevik, Daniel Davidsen             | 3:38  |
| 3.  | Put Your Hands Up (If You Feel Love) Finlay Dow-Smith, Miriam Nervo, Olivia Nervo                    | 3:37  |
| 4.  | Closer Price, Beatrice Hatherley                                                                     | 3:09  |
| 5.  | Everything Is Beautiful Fraser T. Smith, Tim Rice-Oxley                                              | 3:25  |
| 6.  | Aphrodite Nerina Pallot, Andy Chatterley                                                             | 3:45  |
| 7.  | Illusion Kylie Minogue, Stuart Price                                                                 | 3:21  |
| 8.  | Better Than Today Pallot, Chatterley                                                                 | 3:26  |
| 9.  | Too Much Minogue, Calvin Harris, Jake Shears                                                         | 3:16  |
| 10. | Cupid Boy Sebastian Ingrosso, Magnus Lidehall, Nick Clow, Luciana Caporaso                           | 4:26  |
| 11. | Looking for an Angel Minogue, Price                                                                  | 3:49  |
| 12. | Can’t Beat the Feeling Hannah Robinson, Pascal Gabriel, Borge Fjordheim, Matt Prime, Richard Philips | 4:09  |

### Bonustracks

#### Japan
| #   | Titel | Länge |
| --- | --- | ----- |
| 13. | Heartstrings Miranda Cooper, Brian Higgins, Matt Gray, Jason Resch, Kieran Jones, Gerard O’Connell, Jaxon Bellina | 3:16  |

#### Amazon.com-Bonus-Track
| #   | Titel                                                              | Länge |
| --- | ------------------------------------------------------------------ | ----- |
| 13. | Go Hard or Go Home Secon, Sharpe, Thomas Sardorf, Davidsen, Hansen | 3:42  |

#### iTunes-Bonus-Track
| #   | Titel                                                                                    | Länge |
| --- | ---------------------------------------------------------------------------------------- | ----- |
| 13. | Mighty Rivers Cooper, Higgins, Carla Marie Williams, Resch, O’Connell, Bellina, Tim Deal | 4:02  |

### DVD
- Making-of: All the Lovers
- For Me, for You Tour: Live-Material
- Fotoshooting & Bildergalerie

## Kommerzieller Erfolg

### Chartplatzierungen

#### Album
| ChartsChartplatzierungen       | Höchstplatzierung | Wochen |
| ------------------------------ | ----------------- | ------ |
| Australien (ARIA)              | 2 (15 Wo.)        | 15     |
| Deutschland (GfK)              | 3 (12 Wo.)        | 12     |
| Österreich (Ö3)                | 3 (10 Wo.)        | 10     |
| Schweiz (IFPI)                 | 2 (13 Wo.)        | 13     |
| Vereinigte Staaten (Billboard) | 19 (3 Wo.)        | 3      |
| Vereinigtes Königreich (OCC)   | 1 (32 Wo.)        | 32     |

| ChartsJahrescharts (2010)    | Platzierung |
| ---------------------------- | ----------- |
| Australien (ARIA)            | 55          |
| Schweiz (IFPI)               | 77          |
| Vereinigtes Königreich (OCC) | 45          |

#### Singles
| Jahr | Titel                                | Höchstplatzierung, Gesamtwochen, AuszeichnungChartplatzierungen (Jahr, Titel, , Platzierungen, Wochen, Auszeichnungen, Anmerkungen) | Höchstplatzierung, Gesamtwochen, AuszeichnungChartplatzierungen (Jahr, Titel, , Platzierungen, Wochen, Auszeichnungen, Anmerkungen) | Höchstplatzierung, Gesamtwochen, AuszeichnungChartplatzierungen (Jahr, Titel, , Platzierungen, Wochen, Auszeichnungen, Anmerkungen) | Höchstplatzierung, Gesamtwochen, AuszeichnungChartplatzierungen (Jahr, Titel, , Platzierungen, Wochen, Auszeichnungen, Anmerkungen) | Höchstplatzierung, Gesamtwochen, AuszeichnungChartplatzierungen (Jahr, Titel, , Platzierungen, Wochen, Auszeichnungen, Anmerkungen) | Höchstplatzierung, Gesamtwochen, AuszeichnungChartplatzierungen (Jahr, Titel, , Platzierungen, Wochen, Auszeichnungen, Anmerkungen) | Anmerkungen                                                           |
| Jahr | Titel                                | DE | AT | CH | UK | US | AU | Anmerkungen                                                           |
| ---- | ------------------------------------ | --- | --- | --- | --- | --- | --- | --------------------------------------------------------------------- |
| 2010 | All the Lovers                       | DE10 (25 Wo.)DE | AT5 (20 Wo.)AT | CH6 (21 Wo.)CH | UK3 (19 Wo.)UK | — | AU13 (9 Wo.)AU | Veröffentlicht: 11. Juni 2010 (DE) Video: Joseph Kahn                 |
| 2010 | Get Outta My Way                     | DE41 (7 Wo.)DE | AT61 (2 Wo.)AT | CH61 (3 Wo.)CH | UK12 (8 Wo.)UK | — | — | Veröffentlicht: 17. September 2010 (DE) Video: AlexandLiane           |
| 2010 | Better Than Today                    | — | — | — | UK32 (8 Wo.)UK | — | — | Veröffentlicht: 14. Dezember 2010 Video: Kylie Minogue, William Baker |
| 2011 | Put Your Hands Up (If You Feel Love) | — | AT38 (1 Wo.)AT | — | UK93 (1 Wo.)UK | — | AU50 (1 Wo.)AU | Erstveröffentlichung: 29. Mai 2011 Video:                             |

### Auszeichnungen für Musikverkäufe
| Land/Region                  | Auszeichnungen für Musikverkäufe (Land/Region, Auszeichnung, Verkäufe) | Verkäufe |
| ---------------------------- | ---------------------------------------------------------------------- | -------- |
| Australien (ARIA)            | Platin                                                                 | 70.000   |
| Belgien (BRMA)               | Gold                                                                   | 15.000   |
| Vereinigte Staaten (RIAA)    | —                                                                      | 50.000   |
| Vereinigtes Königreich (BPI) | Platin                                                                 | 300.000  |
| Insgesamt                    | 1× Gold · 2× Platin ·                                                  | 435.000  |

Hauptartikel: Kylie Minogue/Auszeichnungen für Musikverkäufe

## Aphrodite World Tour
Die Aphrodite World Tour ist die zwölfte Konzerttournee von Kylie Minogue, mit welcher sie ihr Album Aphrodite promotet. Die Tournee beinhaltet Konzerte in Europa, Nordamerika, Asien, Australien und Afrika. Kylie Minogue erklärte, dass die Tournee ein Bühnenbild haben wird, welches den Inhalten des Albums entspricht. Kylie gab der Tour noch die Namen Aphrodite: Les Folies Tour (in Europa und Australien) und Aphrodite Live 2011 (in Asien, Nordamerika und Afrika).

### Aufnahmen
Eine Konzert-DVD mit dem Titel Kylie 3D – Aphrodite Les Folies Live in London, wurde in zwei Nächten bei den Konzerten in der Londoner O2 Arena in 3D gefilmt. William Baker führte Regie. Die Aufnahmen werden am 19. Juni 2011 bei Sky 3D und in den Kinos in Großbritannien ausgestrahlt.

### Vorgruppen
- Frida Gold (Deutschland)[22]
- Matinée (Barcelona)[23]
- The Ultra Girls (Dublin/Großbritannien)[24]
- Verbal & Mademoiselle Yulia (Chiba)
- Richie LaDue (Boston)[25]
- DJ Randy Bettis (New York – 2. Mai)[26]
- DJ DeMarko! (New York – 3. Mai)
- DJ Tracy Young (New York – 4. Mai)[27]
- DJ Scott Robert (Orlando, Florida)[28]
- Erik Thoresen (Dallas)[29]
- Kaskade (Los Angeles)[30]
- DJ Morningstar (Las Vegas)[31]
- Gypsy & The Cat (Australien)[32]

### Setlist

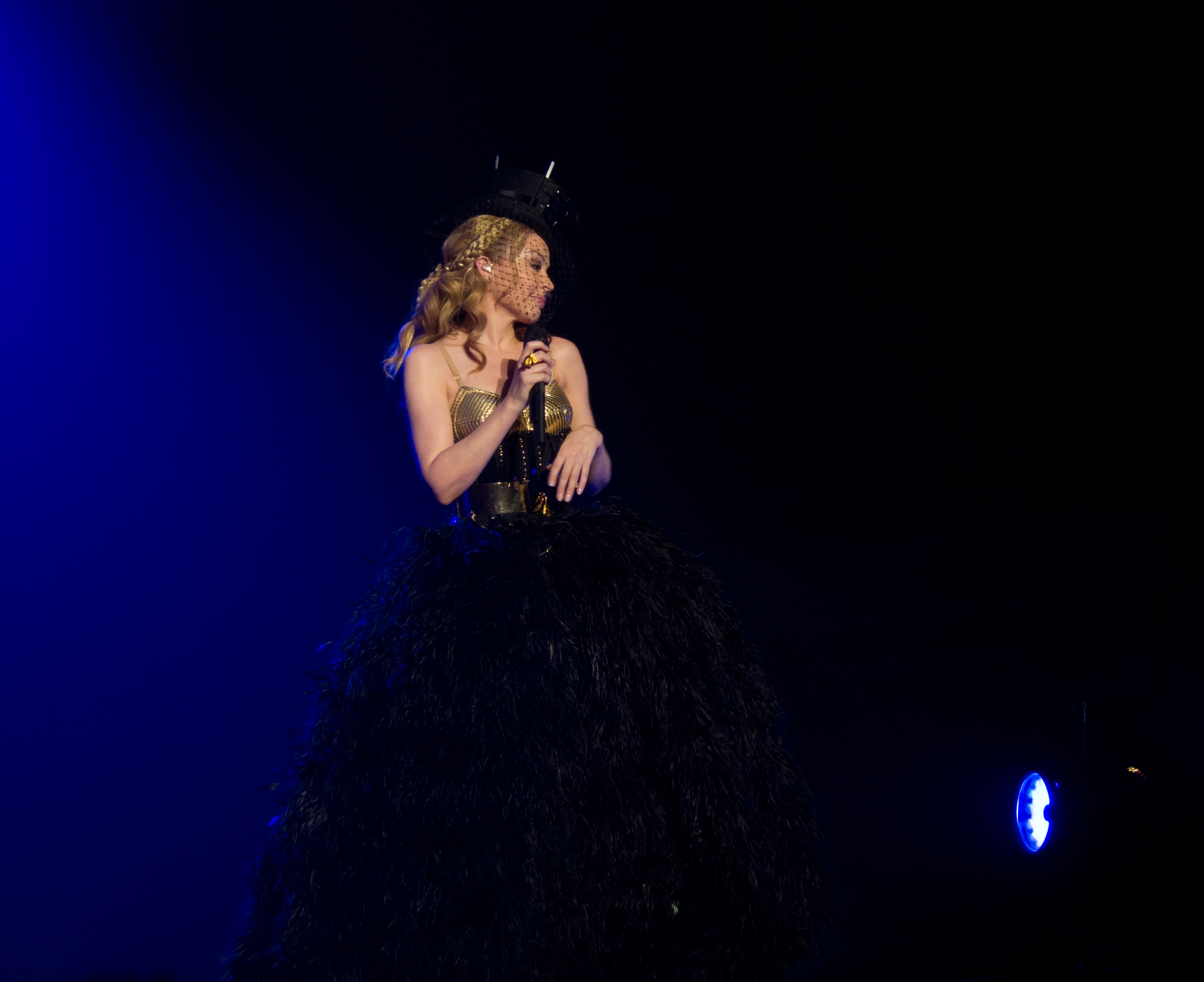
Kylie Minogue singt „Cupid Boy“ auf der Aphrodite: Les Folies Tour.

1. The Carnival of the Animals (Instrumentalstück)
2. Aphrodite
3. The One
4. Wow
5. Illusion
6. I Believe in You
7. Cupid Boy
8. Spinning Around
9. Get Outta My Way
10. What Do I Have to Do?
11. Everything Is Beautiful
12. Slow
13. Confide in Me
14. Can’t Get You Out of My Head
15. In My Arms
16. Looking for an Angel
17. Closer
18. There Must Be an Angel (Playing with My Heart)
19. Love at First Sight (Enthält Elemente von Can’t Beat the Feeling)
20. If You Don’t Love Me
21. Better the Devil You Know
22. Put Your Hands Up (If You Feel Love)
23. On a Night Like This (Enthält Elemente von Heaven)
24. All the Lovers
25. In Your Eyes
26. 2 Hearts
27. Better Than Today
28. I Should Be So Lucky

## Hintergrundinformationen zuAll the Lovers
Als Leadsingle des Albums wurde der Popsong All the Lovers (deutsch: Die ganzen Liebhaber) am 11. Juni 2010 in Deutschland veröffentlicht. All the Lovers wurde von dem englischen Duo Kish Mauve geschrieben und war einer der letzten Songs, die für das Album fertiggestellt wurden. Minogue wählte das Lied als erste Single für das Album, da es die euphorische Grundstimmung des Werks perfekt widerspiegle. Der Text des Lieds ist eine Einladung auf die Tanzfläche und vergleicht vorherige Beziehungen mit einem jetzigen Liebhaber. All The Lovers wurde erstmals von Kylie Minogue auf ihrer Webseite vorgestellt, wo sie einen Clip mit dem Artwork des Albums hochlud, in dem der Instrumentalteil der Bridge von All the Lovers zu hören ist. Kritiker verglichen das Lied mit Minogues Lied I Believe in You. „Der Song glänzt durch einen Ohrwurm-Refrain und könnte wieder ein veritabler Hit für die gebürtige Australierin werden.“, so Tanja Kraus von CDStarts.
Das Musikvideo zu All the Lovers wurde von Joseph Khan in Los Angeles gedreht. Das Thema des Videos wurde von den Bildern des US-amerikanischen Fotografen Spencer Tunick inspiriert. Das Video beginnt mit einem Flashmob von Menschen, die alles, was sie halten, fallen lassen und beginnen, sich auszuziehen. Sie fangen an, sich zu küssen und bilden einen Berg aus Menschen aus dem im Refrain des Lieds Kylie Minogue hervorgehoben wird. Der Berg wird im Laufe des Videos immer größer. In der Bridge des Albums galoppiert ein weißes Pferd durch die Straßen zwischen den sich küssenden Paaren hindurch. Um die Gebäude der Stadt fliegen riesige weiße Gebilde, darunter Marshmallows und ein Elefant.